# Yapmonark
Yapmonark (Monarcha godeffroyi) är en fågel i familjen monarker inom ordningen tättingar.

## Utbredning och systematik
Fågeln förekommer i skogar på Yap (nordvästra Karolinerna). Den behandlas som monotypisk, det vill säga att den inte delas in i några underarter.

## Status
IUCN kategoriserar arten som nära hotad.